# Маленький барабанщик (мультфильм)
«Маленький барабанщик» (англ. The Little Drummer Boy) — американский рождественский кукольный мультфильм, снятый в технике покадровой анимации компанией Rankin/Bass Productions по мотивам одноимённой песни. Премьера состоялась в Канаде 19 декабря 1968 года на канале CTV Television Network, а через четыре дня — на канале NBC по всей Америке. Продолжение вышло в эфир в 1976 году.

## Сюжет
Аарон, еврейский мальчик, живет мирной жизнью на ферме со своими родителями и тремя верными животными: ослом Самсоном, ягненком Бабой и верблюдом Джошуа. На день рождения ему дарят барабан. Когда Аарон играет, животные радостно танцуют под его ритмы.
Однажды ночью на ферму нападают бандиты. Родителей Аарона убивают. Сам мальчик чудом выживает, но получает тяжелую душевную травму. Охваченный горем и гневом, он клянется ненавидеть все человечество.
Необычайный талант Аарона играть на барабане привлекает внимание шарлатана по имени Бен Харамед. Тот похищает мальчика и силой заставляет присоединиться к своему бродячему каравану, состоящему из неумелых артистов. Аарон вынужден выступать против своей воли.
Во время выступления в Иерусалиме Аарон, видя веселье горожан, приходит в ярость. Вспомнив свое горе, он набрасывается на толпу с обвинениями в воровстве и обмане. Бен грубо отчитывает его, и караван движется дальше.
Позже труппа Бена встречает караван волхвов (мудрецов) – Мельхиора, Каспера и Бальтазара. Они следуют за яркой звездой на небе, спеша к месту ее назначения. Бен, движимый жадностью, пытается выступить перед ними, но волхвы не интересуются его представлением.
Один из верблюдов волхвов слабеет, а запасного у них нет. Пользуясь случаем, Бен хватает Аарона и предлагает мудрецам взять его верблюда, Джошуа, в обмен на часть их золота. Аарон отказывается брать у Бена плату за своего верблюда. Оставшись лишь с ослом Самсоном и ягненком Бабой, он решает идти в Вифлеем.
Вскоре Аарон, Самсон и Баба сбегают от каравана Бена. Они взбираются на высокий холм и присоединяются к каравану волхвов, которые как раз направляются в Вифлеем, следуя за звездой.
Прибыв в Вифлеем, Аарон узнает своего верблюда Джошуа среди животных волхвов. В попытке воссоединиться с верблюдом, ягненок Баба случайно попадает под колеса римской колесницы и получает тяжелые раны.
Аарон в отчаянии несет раненого ягненка к волхвам, умоляя их исцелить Бабу. Волхвы отвечают, что помочь, возможно, сможет только Тот Младенец, к Которому они идут. У Аарона нет ценного дара для новорожденного. Тогда он понимает: его даром Младенцу и Его родителям станет его музыка. Аарон начинает играть на своем барабане от всего сердца.
В знак благодарности Баба чудесным образом исцеляется и бросается в объятия Аарона. Это мгновение наполняет сердце мальчика, долго хранившего ненависть, настоящей радостью и исцеляет его душевную рану.

## Озвучивание
- Грир Гарсон — рассказчик
- Тедди Экклс — Аарон
- Хосе Феррер — Бен Харамад
- Пол Фрис в ролях:
  - Али
  - Отец Аарона
  - Мельхиор
  - Младенец
  - Бальтазар
  - Самсон
  - Баба
  - Джошуа
  - Охранники
  - Горожане‐мужчины
  - Водители
  - Барабаны
- Джун Форей в ролях:
  - Матери Аарона
  - Горожане-женщины
- Венский хор мальчиков исполняет главную тему.

## Критика
Мультфильм получил рейтинг одобрения 75 % от «Rotten Tomatoes», основанном на тринадцати рецензиях. Консенсус сайта гласит:
Маленький барабанщик» — полноценное дополнение к каталогу Rankin-Bass с мощным финалом, который компенсирует унылое повествование и незаконченную анимацию более ранних спецвыпусков

Современные рецензенты высоко оценили сериал, а опрос зрителей 1970 года включил его в число лучших рождественских спецвыпусков, вышедших в эфир в том году.

## Ремейк мультфильма
В 1976 году Rankin/Bass выпустили продолжение под названием The Little Drummer Boy, Book II, спонсируемое Американской газовой ассоциацией. Премьера состоялась 13 декабря 1976 года на канале NBC, и, как и его предшественник, транслировался на Freeform и по отдельной лицензии на AMC по состоянию на 2018 год. Warner Bros. является нынешним дистрибьютором шоу, поскольку они владеют библиотекой Rankin/Bass Productions после сентября 1974 года через архив студии Telepictures.
В этом продолжении, написанном Жюлем Бассом (под псевдонимом «Джулиан П. Гарднер»), Аарон и его друзья-животные объединяются с Мельхиором, одним из волхвов, чтобы защитить серебряные колокольчики, сделанные для звонка о прибытии Христа, от группы жадных римских солдат. Warner Archive выпустила вторую книгу «Маленький барабанщик» в сборнике под названием «Rankin/Bass TV Holiday Favorites Collection».

### Озвучивание
- Грир Гарсон — рассказчик
- Зеро Мостел — Брутус
- Дэвид Джей — Аарон
- Боб Макфадден — Платон
- Рэй Оуэнс — Мельхиор
- Аллен Свифт — Симон и римские солдаты